# Trichohyllisia strandi
Trichohyllisia strandi là một loài bọ cánh cứng trong họ Cerambycidae.